# (1826) Miller
(1826) Miller (vorläufige Bezeichnung 1955 RC) ist ein Asteroid, der im Goethe-Link-Observatorium in der Nähe von Brooklyn (Indiana) als Teil des Indiana Asteroid Program entdeckt wurde. Er wurde am 14. September 1955 entdeckt, jedoch wurde später festgestellt, dass er dasselbe Objekt wie 1929 RV, 1940 WF, 1950 TD und 1952 BL sei, welche bereits vor der offiziellen Entdeckung gesichtet wurden.
(1826) Miller ist ein Asteroid des äußeren Hauptgürtels und hat circa einen mittleren Durchmesser von 24 km. Unterschiede im vom Asteroiden reflektierten Licht lassen vermuten, dass die Rotationsperiode ungefähr 6 Stunden und 46 Minuten beträgt, dies ist jedoch eine Annahme mit großer Ungewissheit.
Der Asteroid war im April 2004 an einer Bedeckung eines Sternes der Größe 10 im Sternbild Krebs beteiligt.